# Demetrio Neyra
Pour les articles homonymes, voir Neyra.
Demetrio Neyra Ramos (15 décembre 1908 – 27 septembre 1957) est un footballeur international péruvien. 
Évoluant au poste d'attaquant, il joue à l'Alianza Lima et en équipe du Pérou. Il compte quatre sélections pour un but inscrit et dispute le championnat sud-américain de 1927 suivi de la Coupe du monde 1930.

## Biographie
Demetrio Neyra est appelé par le sélectionneur catalan Francisco Bru avec 21 autres joueurs péruviens, où il participe à la Coupe du monde 1930 en Uruguay, où son pays tombe dans le groupe C avec la Roumanie et le futur vainqueur et hôte, l'Uruguay.
Préalablement, il avait également participé au championnat sud-américain de 1927 dans son pays natal.